# ソープ再処理工場
ソープ再処理工場 (THORP, Thermal Oxide Reprocessing Plant, 熱酸化再処理工場) は、イギリスのカンブリア州、セラフィールドにある核燃料の再処理工場である。2018年に操業を終了した。THORPは原子力廃止措置機関が所有しており、セラフィールド社（サイトライセンスを受けた会社）によって運営されている。原子炉からの使用済核燃料は96%のウランと1%のプルトニウムに再処理されて分離され、MOX燃料として再利用される。3パーセントは放射性廃棄物として工場で保管される。ウランは顧客のために新しい燃料として利用できるように加工される。

## 歴史
THORPの建設は1970年代に開始し、1994年に完成した。工場は1997年8月に稼動を開始した。
1977年と1978年にかけて英国核燃料会社による申請に基づき英国と海外の両方の原子炉用にMOX燃料を放射線照射により再処理して作る新しい工場を建設するための計画概要に対し許可を与えるかについて審問が行われた。審問は次の3つの質問に答えることであった。
1. まずイギリスの原子炉からの酸化物燃料は国内のウィンズケール (当時の名称。現在はセラフィールドと改称) または別の場所で再処理されるべきか？
2. もしイエスの場合、そのような再処理はウィンズケールで引き続き実施すべきか？
3. それもイエスの場合は、再処理工場はイギリスの酸化物燃料を処理するために必要と予想される規模の約2倍とし、余分の能力を外国からの燃料を再処理するために使用すべきか？

審問の結果、1978年に新しい熱酸化物再処理工場に対し許可が与えられた。しかし1990年代まで工場は完成しなかった。

## 設計の特徴
THORPの化学フローシートは最初のプルトニウム・ウラン還元溶媒抽出法(PUREX法)のサイクルで非揮発性物質の抽残液を加えるように設計されていて、それをおこなう一つの方法としてプルトニウムの還元剤としての二価鉄化合物の使用を避けることである。この工場では還元はヒドラジンまたはHAN (hydroxylamine nitrate, ヒドロキシルアミン・硝酸塩）のいずれかを使用して行われた。

## 2005年の放射能漏れ
2005年5月9日にTHORPは高レベル放射性溶液が大量に漏洩した事と、それが2004年7月に始まっていたことを発表した。英国原子力グループ(British Nuclear Group, 英国核燃料会社の子会社)の調査委員会は設計ミスが漏洩につながり、自信過剰な文化が9ヶ月間の検出遅れになったと判断した。運転要員達は、保安要員達から液量の計算が大きく食い違っていると指摘されるまで漏洩に気付かなかった。
総計83立方メートルの硝酸溶液が供給パイプの小さな破損箇所から流出しているのが発見されたのは、2005年4月19日にTHORPの清澄液供給セル内を遠隔監視カメラで調べた時だった。
漏洩した液体は、下部に設置された二次格納施設(厚さ2メートルの鉄筋コンクリートに埋め込まれたステンレス製の槽で250立方メートルまでの液体を保持可能)に全て集められた。
漏洩した溶液は20トンのウランと160キロのプルトニウムを含んでいたものと推定された。漏洩した溶液は当初から設置されていたスチームエゼクターを使用して安全に一次格納容器内に回収された。セル内の放射線は人間やロボットによる破損パイプの修理が困難なレベルだと推定された。当局は操作再開のために障害の起きたタンクをバイパスする事を検討した。
パイプの破損は液量を重さで測定する工程で、水平方向および垂直方向に動く計量タンクの、横方向の揺れに起因した。計量タンクの当初の設計は横方向の動きを防ぐために曲管防護ブロックを有していたが、後にこれらは耐震性向上のため取り除かれた。しかし、この設計変更で金属疲労の評価がされていなかった事が判明。このような変更が許可されたのは信じがたい事だった。
事件は最大でレベル7まである国際原子力事象評価尺度 (INES) のレベル3、重大インシデントに分類された。それは数ヶ月にわたって漏洩が発見されなかった点と、一次から二次格納施設に漏洩した放射性物質の量に起因する。当初、レベル3とは驚くほど高い評価だと英国核燃料会社は考えたが、INESの規定はそのように求めていた。
放射性物質は環境に流出せず、誰も負傷しなかった。
操業再開は適切な修正提案や進行中の調査に基づく一層の規制への遵守に依存することになった。2006年3月の時点では再開か閉鎖か様々な選択肢が引き続き考慮されていた。 
英国原子力グループは、健康と安全に関する規制への違反により有罪とされ、事故後に500,000ポンドの罰金を支払った。
工場の生産は最終的に2008年初めに再開されたが、すぐさま再処理のための燃料を移動させる水中リフトの修理のため再び中断を余儀なくされた。 

## 参照
1. ↑  “Reprocessing ceases at UK's Thorp plant”. World Nuclear News. (2018年11月14日) 2021年9月16日閲覧。
2. ↑  HSE Nuclear Installations Inspectorate quarterly report(リンク切れ)
上記の Internet Archive: Wayback Machine によるアーカイブ
または同じ内容のPDF
3. ↑  Assessment of issues associated with THORP non-restart and restart options Nuclear Decommissioning Authority
4. ↑  Sellafield criticised on safety as BNG fined The Financial Times, October 17, 2006 (注: 閲覧するためには FT.com に登録が必要。ただし無償の登録で可能)
5. ↑  Geoffrey Lean, 'Shambolic' Sellafield in crisis again after damning safety report, インデペンデント, 2008年2月3日
(ジェフリー・リーン、"無秩序な"セラフィールドが手厳しい安全性報告書で再び危機)